# Frédéric Bérard
Pour les articles homonymes, voir Bérard et Frédéric Bérard (avocat et auteur).
Frédéric Bérard est un médecin français, né le 4 novembre 1780 ou le 4 novembre 1789 à Montpellier et mort dans cette même ville le 16 avril 1828. 
Il publia en 1821 la Doctrine médicale de l'école de Montpellier, et en 1823 la Doctrine des rapports du physique et du moral de l'homme où il combattait Pierre-Jean-Georges Cabanis.